# Chatanayus
Chatanayus là một chi bọ cánh cứng trong họ 
Elateridae.
Chi này được miêu tả khoa học năm 1940 bởi Fleutiaux.

## Các loài
Các loài trong chi này gồm:
- Chatanayus fleutiauxi (Schwarz, 1906)
- Chatanayus fragilicornis Ferrer, 1998
- Chatanayus fuscus (Miwa, 1930)
- Chatanayus hidaensis Ôhira, 2005
- Chatanayus insularis (Miwa, 1934)
- Chatanayus ishiharai (Nakane & Kishii, 1954)
- Chatanayus spissicornis Ferrer, 1998
- Chatanayus taiyarui (Miwa, 1934)